# تراكب كمي
في فيزياء الكم، التراكب الكمي أو التراكب الكمومي (بالإنجليزية: Quantum superposition) هو مبدأ أساسي في ميكانيكا الكم. ينص على أن أي حالتين كموميتين أو أكثر يمكن أن يندمجا (يتراكبا) كما تفعل الموجات في الفيزياء الكلاسيكية، وستكون النتيجة حالة كمومية أخرى. وعلى العكس يمكن التعبير عن كل حالة كمومية كمحصلة حالتين مختلفتين أو أكثر. رياضيًا يشير التراكب الكمي إلى خاصية حلول معادلة شرودنجر، نظرًا لأن معادلة شرودنجر خطية، فإن أي مجموعة خطية من الحلول ستصبح حلًا أيضًا.
من أمثلة الظواهر الفيزيائية المشاهدة عن الطبيعة الموجية للنظم الكمية تداخل قمم شعاع الإلكترون في تجربة الشق المزدوج. يشبه نمط التداخل كثيرًا النمط الذي نحصل عليه من حيود الموجات الكلاسيكية.
مثال آخر هو الحالة المنطقية للبت الكمومي المستخدمة في عملية المعلومات الكمية فهي حالة تراكب كمي لحالات الأساس صفر{\displaystyle |0\rangle } وواحد {\displaystyle |1\rangle }.
- الصفر {\displaystyle |0\rangle } هنا هو رمز ديراك للحالة الكمومية التي ستعطي دائمًا ناتج صفر عند تحويلها إلى المنطق الكلاسيكي عن طريق القياس.
- وبالمثل {\displaystyle |1\rangle } هي حالة ستعطي دائمًا 1 عند تحويلها.

وهذا على عكس البت التقليدي الذي يمكنه أن يكون فقط إمّا في الحالة الموافقة للواحد أو الحالة الموافقة للصفر، فإن البت الكمومي يمكن أن يكون في حالة تراكب لكلا الحالتين. وهذا يعني أن احتمالات قياس 0 أو 1 للبت الكمومي في العموم ليست 0.0 ولا 1.0 ولن تُعطي نفس القياسات التي تجرى على بتات كمومية في حالات متطابقة نفس النتيجة دائمًا.

## المفهوم
ينص مبدأ التراكب الكمي على أنه لو يمكن أن يتواجد النظام الفيزيائي في عدة ترتيبات من الجسيمات أو المجالات فإن الحالة العامة التي يظهر بها تكون محصلة دمج كل هذه الاحتمالات وتحدد الكمية في كل ترتيب بعدد عقدي.
مثًلًا، لو أن هناك احتمالين لترتيبين أحدهما 0 والآخر 1 فإن الحالة العامة ستكون:
{\displaystyle c_{0}{\mid }0\rangle +c_{1}{\mid }1\rangle }
وتصف الأعداد العقدية القدر الذي يذهب في كل ترتيب.

يصف بول ديراك المبدأ كالآتي:
«يُطبَق المبدأ العام للتراكب الكمي على حالات أي نظام ديناميكي، وهذه الحالات ممكنة نظريًا دون أن يحدث تداخل مشترك أو تعارض. يتطلب المبدأ أن نفترض وجود علاقات غريبة بين الحالات، مثلًا عندما يكون النظام في حالة واحدة قطعًا، نستطيع أن نعتبره موجودًا جزئيًا في الحالات الأخرى. يجب اعتبار النتيجة الأصلية كنتيجة نوع ما من تراكب حالتين مختلفتين أو أكثر، بطريقة لا يمكن تخيلها بالأفكار الكلاسيكية. يمكن اعتبار أي حالة على أنها نتيجة تراكب حالتين أخرتين أو أكثر بطرق لا حصر لها بالفعل. وعلى العكس، يمكن تراكب أي حالتين أو أكثر فيعطوا حالة جديدة..»
«تتضح الطبيعة غير الكلاسيكية لعملية التراكب الكمي إذا تخيلنا تراكب حالتين (أ) و (ب)، ثم نقوم ببعض الملاحظات فإذا كان النظام في الحالة (أ) فإن النتيجة يجب أن تكون (ج) مثلا في الملاحظات وإذا كان في الحالة (ب) يجب أن تكون النتيجة (د). فكيف ستكون الملاحظة إذا كان النظام في حالة تراكب؟ الإجابة هي أن النتيجة ستكون أحيانًا (ج) وأحيانًا (د) وفقًا لقانون الاحتمالات، وهذا يعتمد على الثقل النسبي لكل من الحالتين (أ) و (ب) في عملية التراكب الكمي. لن تختلف النتيجة أبدًا عن (ج)، د أي أنها إما (ج) وإما (د). تظهر الحالة المتوسطة التي تنشأ من التراكب الكمي في كون احتمالية ملاحظة نتيجة معينة متوسطة بين احتمالات الحالات الأصلية الموافقة لها، وليس أن النتيجة نفسها متوسطة بين النتائج الموافقة لكل حالة.»   
تطرق أنطون تسايلينغر إلى موضوع إنشاء وهدم التراكب الكمي مشيرًا إلى المثال النموذجي لتجربة الشق المزدوج:
«يصح تراكب النطاقات فقط إذا كان من المستحيل أن نعرف أي طريق سلك الجسيم من الأساس. من المهم أن ندرك أن هذا لا يعني أن المراقب يلاحظ فعليًا ما يحدث. فإذا كان من الممكن الدخول إلى مسار المعلومات من التجربة أو حتى لو كانت مشتتة في البيئة بصورة تجعل استعادتها بالإمكانيات التقنية مستحيلًا لكنها مازالت موجودة من ناحية المبدأ، فهذا يكفي لتدمير نمط التداخل. المعيار الأساسي لظهور التداخل الكمي هو غياب هذه المعلومات»

## النظرية

### أمثلة
ينص مبدأ التراكب الكمي على أن دمج بعض الحلول في معادلة خطية يعتبر حلًا أيضا لأي معادلة تصف ظاهرة فيزيائية. إذا صح هذا قيل أن المعادلة تخضع لمبدأ التراكب. لذا، لو كانت متجهات الحالة الكمية  f1, f2  f3، كل منها يحل المعادلة الخطية على ψ فإن ψ = c1 f1 + c2 f2 + c3 f3 سيكون حلًا أيضًا إذ يكون c معاملًا.
مثال إلكترون: لنأخذ إلكتروناً له حالتان محتملتان: علوية وسفلية. يصف هذا النظام الفيزيائي للكيوبِت.
الحالة العامة: ψ₁|↑⟩ + ψ₂|↓⟩ هي الحالة الأكثر عمومية. لكن هذه المعاملات تحدد الاحتمالات لوجود النظام في أي من الحالتين. يتم إعطاء احتمال وجود حالة معينة من خلال مربع القيمة المطلقة للمعامل. يجب أن يكون مجموع الاحتمالات مساوياً لـ 1، حيث يجب أن يكون الإلكترون في إحدى هاتين الحالتين.
احتمالات الحالات: ψᵤₚ = |ψ₁|² ψₗₒwₙ = |ψ₂|² ψᵤₚ or ₗₒwₙ = ψᵤₚ + ψₗₒwₙ = 1
مثال مركب: بالاستمرار في هذا المثال، إذا كان الجسيم يمكن أن يكون في الحالة العلوية أو السفلية، فيمكن أن يكون أيضًا في حالة يكون فيها بمقدار 3i/5 للأعلى ومقدار 4/5 للأسفل.
|ψ⟩ = 3i/5 ψ₁|↑⟩ + 4/5 |↓⟩.
في هذه الحالة، يكون احتمال الحالة العلوية هو |3i/5|² = 9/25. احتمال الحالة السفلية هو |4/5|² = 16/25. لاحظ أن 9/25 + 16/25 = 1.
أهمية المكونات النسبية: في الوصف، يهم فقط الحجم النسبي للمكونات المختلفة، وزاويتها مع بعضها البعض في المستوى المركب. يتم ذكر ذلك عادةً من خلال الإعلان عن أن حالتين مضاعفتين لبعضهما البعض هما نفس الحالة بقدر ما يتعلق الأمر بوصف الموقف. أي من هذه تصف نفس الحالة لأي ψ غير صفري:
|ψ⟩ ≈ α |ψ⟩

## تجارب وتطبيقات
أجريت عدة تجارب ناجحة تتضمن حالة التراكب الكمي على أشياء كبيرة الحجم نسبيًا (بمقاييس فيزياء الكم).
- تحققت «حالة القطة» مع الفوتونات.[3]
- التقط أيون البيريليوم في حالة تراكب كمي.[4]
- أجريت تجربة الشق المزدوج على جزيئات كبيرة في حجم كرات بوكي.[5][6]
- في عام 2013، تمت تجربة حدث فيها تراكب لجزيئات تحتوي على 15000 لكل من البروتونات والنيوترونات والإلكترونات. كانت الجزيئات مكونة من مركبات مختارة لثباتها الحراري، وكانت تتبخر على هيئة شعاع عند درجة حرارة 600 كلفن. تكون الشعاع من مواد كيميائية شديدة النقاء لكنه كان ما يزال يحتوي على خليط من أنواع الجزيئات المختلفة. تداخل كل نوع من الجزيئات مع نفسه فقط، كما أكد قياس الطيف الكتلي.[7]
- رُبط بين تجربة تحتوي على جهاز تداخل كمي فائق التوصيل وبين أساس تجربة حالة القطة الفكرية.[8]

باستخدام درجات حرارة شديدة الانخفاض، أُجريت ترتيبات جيدة جدًا على التجربة بعزل قريب للحماية وللحفاظ على تماسك الحالات المتوسطة. لمدة من الزمن بين إعداد ورصد تيارات الجهاز. يتكون مثل هذا التيار من مجموعة متماسكة من ما يقرب من ملايين الإلكترونات. يمكن اعتبار هذه المجموعة تعرض حالات مجمعة لكيان كمي كبير. بالنسبية لمبدأ التراكب، يمكن اعتبار الفترة بعد مرحلة الإعداد وقبل الرصد حالة متوسطة. ليست حالة جسيم مفرد كما يكون الأمر دائمًا في مناقشات التداخل مثلما صرح ديراك في رأيه المذكور بالأعلى. بالرغم من أن الحالات المتوسطة يمكن اعتبارها فضفاضة، فهي لم تخرج كناتج من المحلل الكمي الثانوي الذي استمد معلوماته من حالة نقية من المحلل الكمي الأولي، ولذلك لا يعتبر هذا مثالًا على التراكب كما يعرفونه بصرامة ومنظور ضيق.
بالرغم من هذا، تعتبر حالة الجهاز حالة نقية من التراكب الكمي إذ تكون حالة التيار مع عقارب الساعة وعكس عقارب الساعة. يمكن إعداد حالات الإلكترونات المجمعة بعزل قريب في درجات حرارة شديدة الانخفاض لحماية حالات متوسطة متماسكة. المميز هنا هو وجود حالتين مجمعتين منفصلتين ومتماسكتين يبدو أنهما شبه مستقرتين. يصنع حشد الإلكترونات نفقًا ذهابًا وإيابًا بين حالتين إحداهما مع عقارب الساعة والأخرى عكس عقارب الساعة على عكس تكوين حالة متوسطة واحدة إذ لا يوجد شعور واضح بتدفق التيار.